# Kindertheologie
Kindertheologie bezeichnet eine von Kindern selbst hervorgebrachte Theologie. Kinder werden hier gewissermaßen als Theologen betrachtet. Die Kindertheologie hat drei Bezugsdisziplinen: die (empirischen) Sozialwissenschaften, die Entwicklungspsychologie und die Kinderphilosophie. Im Bereich des Theologisierens mit Kindern wird empirisch geforscht, bezogen auf mehrere theologische Themenfelder (Christologie, Theodizee, Glaube, Gottesbild, Weltbild).

## Definition und Verbreitung
Hartmut Rupp definiert die Relevanz von Kindertheologie wie folgt:
„Ziel der Kindertheologie ist, dass Kinder ihre eigenen Eindrücke, Einsichten, Fragen, Deutungen, Vorstellungen, Argumente, Bewertungen und Urteile zu religiösen Themen, das heißt ihre ‚Religiosität’ artikulieren und im Rückgriff auf den biblisch-christlichen Glauben eigenständig reflektieren und so sich selber weiterentwickeln [...] Formuliert man das Ziel als Kompetenz [so wäre es] die Fähigkeit, eigene Religiosität zu artikulieren und (mit anderen) reflektieren zu können.“
Ein Blick in die Vorlesungsverzeichnisse zeigt: Kindertheologie ist mittlerweile in Deutschland/Österreich/Schweiz ein fester Bestandteil bei der Lehr- und Pfarramtsausbildung (an Universitäten sowie Pädagogischen Hochschulen, in den Fachdisziplinen Religionspädagogik und Praktische Theologie). Neuerdings bieten einige Universitäten im Rahmen dessen auch Veranstaltungen an, die die Kindertheologie mit Systematischer Theologie und Biblischer Theologie verknüpfen (so zum Beispiel an der Universität Bielefeld für die Kinderexegese Ruben Zimmermann, für die Systematische Theologie Gabriele Obst und für Religionspädagogik Mirjam Zimmermann). Dadurch wird gezeigt, dass Kindertheologie zur Theologie selbstverständlich dazugehört und in allen theologischen Fachdisziplinen auftauchen kann, mit noch nicht voll absehbaren Konsequenzen, z. B. für das Thema der Kindertaufe. Diesbezüglich meint Franz Graf-Stuhlhofer, dass ein Taufaufschub dem Anliegen der Kindertheologie eher entsprechen würde:
„erstens möchte die Kindertheologie Kindern nichts aufzwingen, sondern diese lediglich fördern. Außerdem könnte eine vom jeweiligen Kind selbst bewusst erlebte Taufe ein wichtiger Akt in seinem Nachdenken über Glauben sein.“

## Aus geistesgeschichtlicher Perspektive
Noch in der Aufklärung war eine positive Bewertung der Kinder besonders für den Philosophen René Descartes undenkbar, denn alle Fehler eines Erwachsenen resultieren aus der Kindheit. Jean-Jacques Rousseau hingegen wertete das Kind in seiner Bedeutung auf und wurde damit zum Entdecker der Kindheit; undenkbar blieb ihm aber die Vorstellung, dass Kinder Theologen sein können. In den anthropomorphen Gottesvorstellungen der Kinder sah er eine Art von „Götzendienst“. Jean Paul war der erste, der das Kind in Verbindung mit der Religion brachte; ihn beeindruckte die Phantasie seines fünfjährigen Sohnes, der „philosophieren“ würde. Ein Wandel in der Betrachtung der Theologie von Kindern kam aber erst mit der Entwicklungspsychologie auf.

## Die Entwicklungspsychologie
Diese Bezugsdisziplin wird stets mit dem Psychologen Jean Piaget in Verbindung gebracht – auch wenn man nach neuesten Erkenntnissen weiß, dass die religiöse Entwicklung des Kindes früher beginnt als von Piaget angenommen. Piaget zufolge ereignet sich die religiöse Entwicklung des Kindes in Stufen. Auch die Modelle von Lawrence Kohlberg zum moralischen Urteil und das von Fritz Oser und Paul Gmünder zum religiösen Urteil werden genannt. Allen Modellen ist gemein, dass Kinder als Subjekte und Akteure ihrer Wirklichkeit wahrgenommen werden, das heißt Kinder sind aktiv, kreativ und konstruktiv.

## Kinderphilosophie
Der entscheidende Impuls zur Kindertheologie kam aus einer Nachbardisziplin – der Philosophie (Didaktik der Philosophie).

## Die Wegbereiter
Der katholische Religionspädagoge Anton A. Bucher untersuchte 1989 die „Erste Naivität“ von Kindern. 1992 geht er der Frage nach, ob Kinder Theologen sein können und setzt dort schon die Kriterien, die für eine Kindertheologie heute wesentlich sind bzw. plädiert für einen Dialog (und damit einer Theologie) mit Kindern: „dass wir mit Kindern in entsprechende Dialoge eintreten und auch bereit sind, von ihnen zu lernen. (…) Vielmehr wird man das Kind in seinen ‚selbständigen Bemühungen’ unterstützen.“ Er hält fest: „Kinder als Theologen zu sehen, aufmerksam zu werden für ihre Vorstellungen etwa über Gott, ist nicht nur ein spannendes Unterfangen, sondern vor allem auch ein lehrreiches. (…) In diesem Sinne wird eine Theologie der Kinder zur heilsamen Herausforderung in uns selbst.“ Der Begriff der Kindertheologie entsteht im gleichen Jahr; Kinder stellen von sich aus Fragen (wie in der Kinderphilosophie), sie können transzendieren, sind Subjekte (Schlagwort hierbei ist die Subjektorientierung), sind fähig, eine eigene Theodizee zu entwickeln und haben Antworten, auf die wir hören und die wir versuchen zu verstehen ehe korrigiert wird. Dort bringt er einen neuen Aspekt: „Bei den Kindern ist es (das Gottesbild) jedoch vor dem Hintergrund ihrer Lebenswelt zu betrachten.“
Der evangelische Theologe Friedrich Schweitzer geht den Weg Buchers mit und schreibt 1997: „Aber wäre es nicht Zeit, auch die Theologie der Kinder zu entdecken?“
Die Forderung von Schweitzer wurde schließlich 2002 – als Paradigmenwechsel mit dem Leitbild „vom Kinde aus“ – angenommen: Bucher gründete mit Gerhard Büttner das „Jahrbuch für Kindertheologie“ (JaBuKi) – bis heute ein Erfolg (zurzeit sechs Jahrbücher und vier Sonderbände), denn es stellt (gemäß der neuen Entwicklungspsychologie) das Kind in die Mitte. Bucher konkretisiert nun seine 10 Jahre davor getroffenen Aussagen im Einleitungsartikel „Kindertheologie sei (…) weniger eine Theologie für Kinder, sondern vielmehr eine Theologie der Kinder.“ Entscheidend für Bucher ist in diesem Kontext, dass die „Kinder auf ihre Weise“ auslegen, sei es bei Schöpfungs- und Kosmologiefragen, Gottesbilder, Auslegung von biblischen Texten nach ihrer Weise oder die Kontingenz: „Kindertheologie (ist) dafür eine Hermeneutik der aktiven Aneignung und weniger der Vermittlung.“ Er hält am Ende fest: „Kindertheologie macht intentionale religiöse Erziehung nicht überflüssig; Kindertheologie sollte nicht sogleich korrigiert, sondern zuerst verstanden werden; Kindertheologie zu belächeln ist fragwürdig; die sogenannte ‚Erste Naivität’ sollte zugelassen werden, Kinder aber nicht auf die fixieren; Kinder haben das Recht auf ihre Theologie, aber auch das Recht auf religiöse Bildung; Kindertheologie entkrampft Wahrheitsansprüche.“ Gleichwohl muss Bucher bei dem Ansatz Kindertheologie als Programm zu betrachten, eingestehen, dass diese „Bausteine“ eher noch ein „bescheidenes Gebäude“ darstellen.
Nach Ulrich Kropač bedarf „Buchers Position einer Korrektur bzw. Modifikation.“
Eine Konkretisierung erfährt der Begriff der Kindertheologie im zweiten JaBuKi (2003) durch den Einleitungsartikel von Friedrich Schweitzer ein Jahr später, dessen drei „Dimensionen“ zum Programm der Kindertheologie werden: Theologie der Kinder, Theologie mit Kindern und Theologie für Kinder.

## Einzelbelege
1. ↑  Graf-Stuhlhofer: Besprechung von Zimmermann: Kindertheologie, 2010. In: Jahrbuch für Evangelikale Theologie 25, 2011, S. 353. Ausführlicher als Franz Graf-Stuhlhofer:  Taufaufschub als Konsequenz der Kindertheologie? In: Zeitschrift für Theologie und Gemeinde 25 (2020) S. 130–133.